# Jindřichovice (nový zámek)
Nový zámek v Jindřichovicích na Klatovsku je někdejší sídlo drobné venkovské šlechty. Byl vystavěn v 18. století, kdy nahradil jindřichovický starý zámek.

## Historie

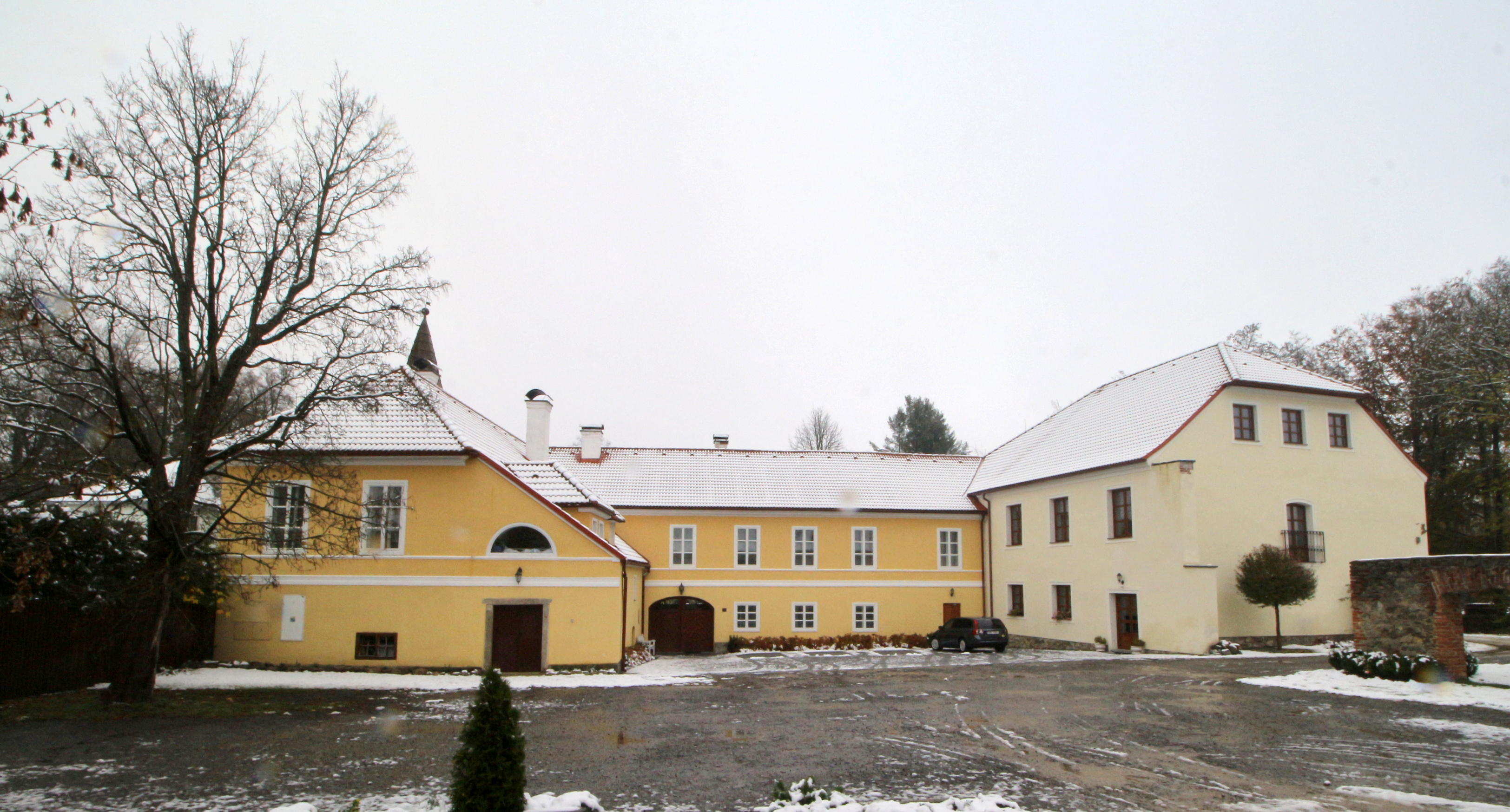
Jindřichovický nový zámek, zadní trakt

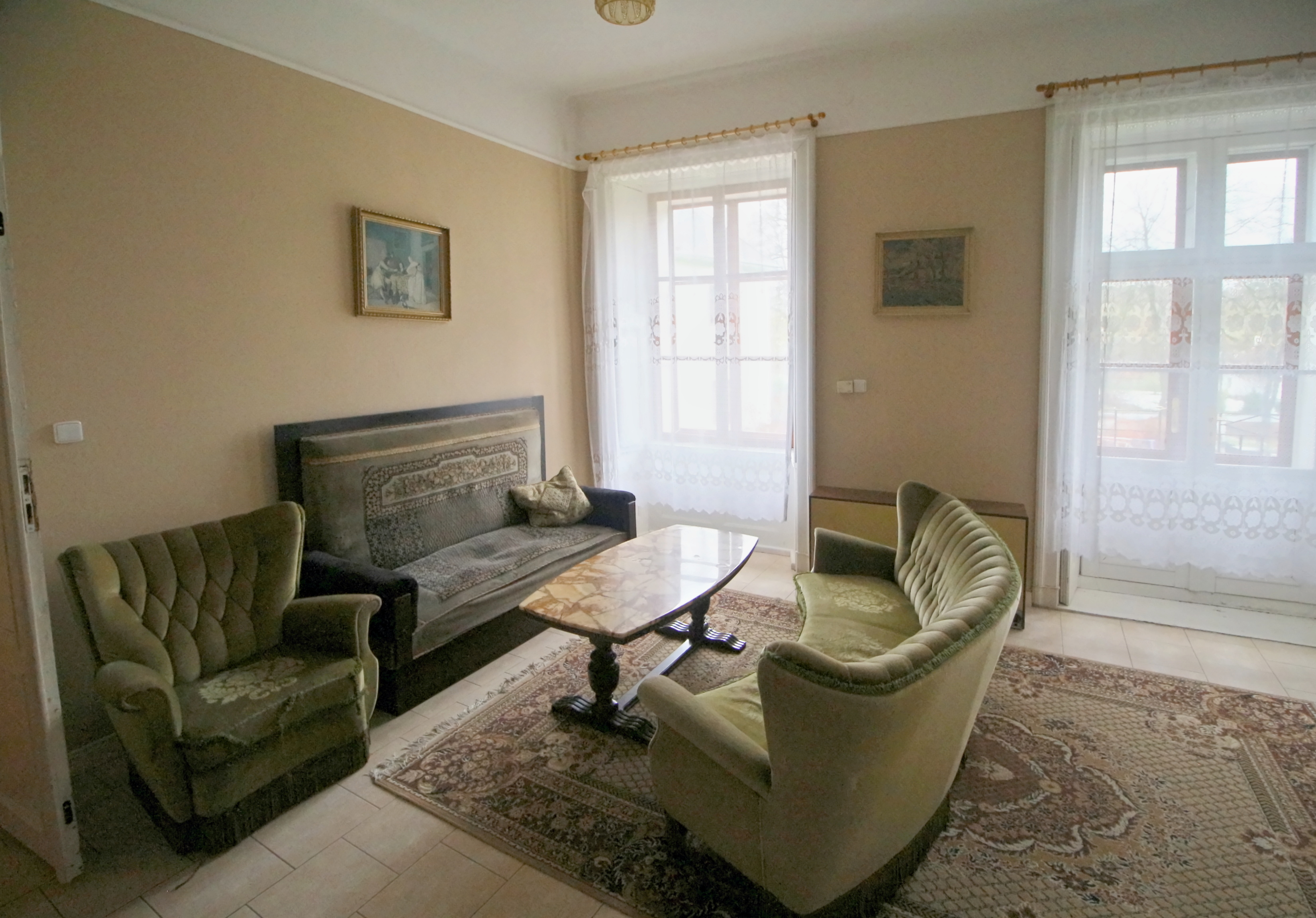
Zámecký salonek

První písemná zmínka o majiteli jindřichovického panství pochází z roku 1381. Byl jím jistý Drha řečený Černobýl, či též Dobrohost, který zde toho roku zemřel. Část panství ve 14. století patřilo jistému zemanu Přibíkovi († 1382). Narodil se zde také Oldřich z Jindřichovic, jehož Oldřich I. z Rožmberka věznil na Novém Hradě a poté propustil.
Předchůdcem dnešního nového zámku byla tvrz přestavěná na zámek. Tvrz, jejíž původní podoba však není známa vznikla v letech 1397–1418, kdy je jako majitel Jindřichovic uváděn Drslav z Jindřichovic, snad syn Oldřicha, který byl purkrabím na nedalekém hradě Velhartice. Tvrz při zdejším statku měla nejspíše podobu gotické palácové stavby (možná i s věží), která posloužila jako organický základ pozdější přestavby.
Po výstavbě nového jindřichovického zámku o dvou křídlech v 18. století v těsném sousedství někdejší tvrze, byl význam starého zámku však odsunut do pozadí.
Na počátku 19. století byla při východním okraji postavena poutní kaplička svatého Václava.

## Současnost
Současnou podobu získal objekt starého zámku při přestavbě v 19. století. Na počátku 20. století proběhly ještě celkové stavební úpravy objektu, kdy vznikla válcová vížka u západního traktu. V roce 1955 byl celý objekt znárodněn a bylo zde umístěno zemědělské družstvo.
Po roce 1989 nemohl být zámek vrácen v restitucích, neboť původní majitel žil v Kanadě a neměl české, respektive československé občanství.